# 箕面市立東小学校
箕面市立東小学校（みのおしりつ ひがししょうがっこう）は、大阪府箕面市にある公立小学校。
箕面市の東部、茨木市との境界付近の丘陵地・新興住宅地を校区としている。

## 沿革
現在の校区にあたる地域はかつて三島郡豊川村の一部であり、児童は豊川村立小学校（現在の茨木市立豊川小学校）へ通っていた。
豊川村は1956年12月1日付で箕面市に編入された。しかし地域住民の要望により、箕面市への編入直後の1956年12月25日付で旧豊川村東部が箕面市から茨木市に分離編入され、事実上の分村合併の形となった。
分離編入の際に従来の豊川小学校の校区変更などはおこなわれなかった。豊川村立小学校は「茨木市箕面市学校組合立豊川小学校」となり、旧豊川村（茨木市と箕面市の2市）を校区とする状況が約10年にわたって続いた。
しかし学校組合立という変則的な条件から、指導体制や施設面での不便が表面化するようになった。不便を解消するため、豊川小学校の学校組合を解散し、従来の豊川小学校区のうち箕面市の市域を分離して箕面市で独自の小学校を建てる計画が具体化した。その計画に基づいて建設されたのが現在の箕面市立東小学校にあたる。
東小学校は1968年に現在地に開校した。その後地域の宅地化に伴って児童が急増したことにより、1970年代には箕面市立豊川北小学校・箕面市立豊川南小学校の2校が分離開校している。

### 年表
- 1966年9月 - 学校用地を買収。
- 1967年8月 - 建設工事着工。
- 1968年4月 - 箕面市立東小学校として、現在地で開校。
- 1968年8月 - プール竣工。
- 1970年2月 - 校歌制定。
- 1970年3月 - 体育館竣工。
- 1975年4月 - 箕面市立豊川北小学校を分離。
- 1979年4月 - 箕面市立豊川南小学校を分離。
- 1996年 - 大阪府教育委員会から、道徳教育の研究校に指定される（1997年度まで）。
- 2002年8月 - 校内LAN設置。
- 2004年 - 文部科学省から、「児童生徒の心に響く道徳教育」推進事業校に指定される。
- 2005年3月 - 給食室・ランチルーム竣工 。
- 2005年8月 - エレベーター設置。

## 通学区域
- 箕面市 粟生間谷西1丁目・2丁目の全域および3丁目の一部。
- 箕面市 粟生間谷東1丁目の一部。
- 箕面市 粟生外院1丁目-5丁目の全域および6丁目の一部。
- 箕面市 粟生新家2丁目-5丁目。

卒業生は箕面市立第六中学校に進学する。

## 交通
- 阪急バス 「尼谷」または「豊川支所前」ともに下車すぐ。
- 阪急バス 「小野原」または「小野原西」下車 北へ600m。
- 大阪モノレール彩都線 豊川駅 北西へ約1.7km。
- 阪急千里線 北千里駅 北東へ約3km。

## 出身者
- 笠原健治（ミクシィ取締役会長）
- 下平匠（プロサッカー選手、南葛SC）
- 田尻健（プロサッカー選手、AC長野パルセイロ）
- 島田玲奈（元アイドル、元NMB48のメンバー）
- 福田翔大（陸上選手、ハンマー投）